# Colombiazomus
Genre
Colombiazomus est un genre de schizomides de la famille des Hubbardiidae.

## Distribution
Les espèces de ce genre sont endémiques de Colombie,.

## Liste des espèces
Selon Delgado-Santa et Armas, :
- Colombiazomus truncatus Armas & Delgado-Santa, 2012
- Colombiazomus quindio Delgado-Santa & Armas, 2013

## Publication originale
- Armas & Delgado-Santa, 2012 : Nuevo género de Hubbardiidae (Arachnida: Schizomida) de la cordillera occidental de los Andes, Colombia. Revista Ibérica de Aracnología, vol. 21, p. 139-143 (texte intégral).